# Монастырь Водица
Монастырь Водица был построен между 1370—1372 годами Никодимом Тисманским по приказу валашского воеводы Владислава Влайку. Его строительство положило начало длительной евангелизации Валахии.
Благодать и её значение признавали многие правители, в том числе Сигизмунд Люксембургский. Стефан Лазаревич одарил его, и 14 октября 1662 года архимандрит Никодим, игумен монастыря, получил от царя Алексея Михайловича в дар 350 рублей.